# Forever Delayed
Forever Delayed (sottotitolo The Greatest Hits) è un album discografico di raccolta del gruppo musicale alternative rock gallese Manic Street Preachers, pubblicato nel 2002.

## Tracce
1. A Design for Life - 4:20
2. Motorcycle Emptiness (Edit) - 5:06
3. If You Tolerate This Your Children Will Be Next - 4:51
4. La Tristesse Durera (Scream to a Sigh) - 4:06
5. There by the Grace of God - 3:47
6. You Love Us (Edit) - 3:14
7. Australia (Edit) - 3:42
8. You Stole the Sun from My Heart - 4:21
9. Kevin Carter - 3:24
10. Tsunami - 3:49
11. The Masses Against the Classes - 3:23
12. From Despair to Where - 3:21
13. Door to the River - 4:41
14. Everything Must Go (Edit) - 3:07
15. Faster - 3:53
16. Little Baby Nothing (feat. Traci Lords) - 4:12
17. Theme from M*A*S*H (Suicide Is Painless) - 3:28
18. So Why So Sad - 3:45
19. The Everlasting (Edit) - 4:07
20. Motown Junk - 3:59

The Remixes
1. La Tristesse Durera (Scream to a Sigh) (The Chemical Brothers Remix) – 6:32
2. If You Tolerate This Your Children Will Be Next (David Holmes Remix) – 9:59
3. Tsunami (Cornelius Remix) – 4:07
4. So Why So Sad (The Avalanches Remix) – 4:59
5. Faster (The Chemical Brothers Remix) – 5:46
6. If You Tolerate This Your Children Will Be Next (Massive Attack Remix) – 4:55
7. Kevin Carter (Jon Carter Remix) – 7:43
8. You Stole the Sun from My Heart (David Holmes Remix) – 5:11
9. Tsunami (Stereolab Remix) – 6:45
10. Let Robeson Sing (Ian Brown Remix) – 5:01
11. The Everlasting (Stealth Sonic Orchestra Vocal Remix) – 5:14
12. You Stole the Sun from My Heart (Mogwai Remix) – 6:14
13. A Design for Life (Stealth Sonic Orchestra Remix) – 4:50

## Gruppo
- James Dean Bradfield - voce, chitarra
- Nicky Wire - basso, voce
- Sean Moore - batteria
- Richey Edwards - chitarra